# Date Harumune
Date Harumune (伊達 晴宗?; 1519 – 12 gennaio 1578) è stato un daimyō giapponese del periodo Sengoku.
Harumune era il figlio maggiore ed erede di Date Tanemune a cui succedette nel 1548 dopo il conflitto interno al clan chiamato Tenbun no ran. Dopo aver consolidato la sua posizione Harumune si spostò al castello di Yonezawa, che divenne la capitale del clan. Spese il suo periodo di comando per ripristinare l'influenza del clan nei territori circostanti dopo che il conflitto precedente aveva eroso la maggior parte del potere dei Date.
Entrò in contrasto con il figlio Terumune, ma pur di evitare un nuovo conflitto si ritirò.
Morì il 12 gennaio 1578.
Lo shōgun Ashikaga Yoshiharu gli permise di usare parte del suo nome (haru-).